# Svart åsnehare
Svart åsnehare (Lepus insularis) är ett hardjur som förekommer på en mexikansk ö i Californiaviken.

## Utseende
Arten liknar den svartsvansade åsneharen (Lepus californicus) men har några avvikande anatomiska kännetecken. Den når en genomsnittlig kroppslängd av 57,4 cm, en svanslängd av 9,6 cm och en vikt omkring 2,5 kg. Honor är allmänt något större än hannarna. Bakfötterna är omkring 12,1 cm långa och öronen är med en genomsnittlig längd av 10,5 cm något kortare än hos den svartsvansade åsneharen. Den svarta åsneharen motsvarar i storlek den på halvön Baja California levande underarten Lepus californicus martirensis men skiljer sig från denna genom vissa detaljer i skallens konstruktion.
Pälsen har på ovansidan allmänt en svart färg, men vissa hår är kanelbruna. Huvudet är svart med några gråa eller vita hår. Buken är kanel- till gråbrun. På bakfötternas insida löper en svart linje från tårna till hälen.

## Utbredning och habitat
Den svarta åsneharen lever endemiskt på den cirka 80 km² stora mexikanska ön Isla Espíritu Santo som ligger öster om provinsen Baja California Sur. Öns högsta punkt befinner sig cirka 300 meter över havet. Dessutom infördes arten av människan på Pichilinque, en mindre ö i samma region.
Arten förekommer i alla habitat på ön men föredrar dalgångar och mindre branta bergssluttningar. Ön är av vulkaniskt ursprung och saknar större vattendrag och dammar med sötvatten. Landskapet liknar därför en öken med buskartade växter av släktena Prosopis, Ambrosia och Acacia samt kaktusväxter av släktena Pachycereus, Stenocereus och Opuntia.

## Ekologi
Individerna lever när det inte är parningstid ensamma och är främst nattaktiva. På dagen vilar de i skuggan av bland annat buskar. Den svarta åsneharen bygger liksom alla andra av släktet inga underjordiska bon utan bara mindre fördjupningar i marken. På grund av den svarta pälsfärgen syns haren ganska bra, även när den är orörlig.
Det enda rovdjuret som lever på ön är kattfretten (Bassariscus astutus) som troligen jagar unga harar. Dessutom är på Espíritu Santo några rovfåglar kända.

### Föda
Arten livnär sig av växtdelar och föredrar gräs. Dessutom äter den bark, örter och köttiga delar av arter från orgelkaktussläktet (Stenocereus). Förutom sällsynt regnvatten finns inget sötvatten på ön och därför täcker haren sitt vätskebehov med födan.

### Fortplantning
Parningen sker under tider med milda väderförhållanden, vanligen mellan januari och augusti. Hannar strider med hjälp av sina fram- och baktassar mot varandra för rätten att para sig. Hannar bitar och slår även under själva parningen och kan skada honan.
Honor kan para sig två till tre gånger per år och efter 41 till 43 dagars dräktighet föds ungarna under våren eller sommaren. Per kull föds vanligen tre eller fyra ungar. Ungarna har vid födelsen redan päls och öppna ögon. Efter några dagar digivning lämnar ungarna modern.

## Taxonomi och systematik
Svart åsnehare beskrevs 1891 av den amerikanska zoologen Walter E. Bryant med det vetenskapliga namnet Lepus insularis som används fram till idag. Hans text, Preliminary description of a new species of the genus Lepus from Mexico, publicerades i Proceedings of the California Academy of Sciences. 1895 beskrev även den franska naturforskaren M. R. Saint Loup arten under namnet Lepus edwardsi i verket Bulletin Museo d'Histoire Naturelle in Paris.
Djurets artstatus är omstridd. Den räknas till exempel i standardverket Mammal Species of the World som underart till svartsvansad åsnehare (Lepus californicus). Skallens avvikande konstruktion talar för en klassificering som art, som bland annat följs av IUCN.
Arten bildades troligen för 12 000 till 5 000 år sedan av en population av svartsvansad åsnehare som skildes på ön från andra populationer.

## Status
Svart åsnehare jagades tidigare av besökare på ön. IUCN listar arten huvudsakligen på grund av det begränsade utbredningsområde som nära hotad (NT).